# 仰俯角

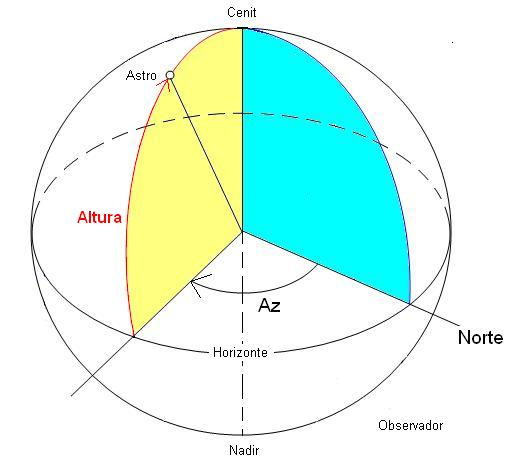
方位角 (Az) と仰俯角 (Altura)

仰俯角（ぎょうふかく）は、水平を基準とした上下方向の角度。上向きの角度を仰角（ぎょうかく）、下向きの角度を俯角（ふかく）または伏角（ふかく、ふっかく）という。天文学の地平座標系では高度（こうど）という。
0°～360°の方位角と−90°～+90°の仰俯角で、3次元空間内の1方向を特定することができる。これに距離を加えれば、極座標系となり、3次元空間内の1点を特定することができる。

## 表し方の例
仰俯角の表し方にはさまざまな流儀がある。
|      | 仰俯角/仰角/高度 | 仰角と俯角/伏角 | 俯角/伏角 |
| ---- | ---------------- | --------------- | --------- |
| 真上 | (+)90°           | 仰角(+)90°      | −90°      |
|      | (+)45°           | 仰角(+)45°      | −45°      |
| 水平 | (±)0°            | (±)0°           | (±)0°     |
|      | −45°             | 俯角/伏角(−)45° | (+)45°    |
| 真下 | −90°             | 俯角/伏角(−)90° | (+)90°    |

俯角/伏角でマイナスを使った場合、上向きを意味することと下向きを意味することがあるので注意が必要である。地磁気では上下の全方向を俯角/伏角のみを使って表し、負の俯角は上向きとなる。
武器（火器）の分野では一般に俯仰角という。
銃砲弾は重力の影響で弾道が低くなっていくため、自身と同じ高さにある標的を狙う場合でも銃砲身に射距離に応じた仰角をかけて低落を補正する必要がある。また砲が高所にある場合は俯角をかけて射ち下ろすことになる。銃よりも弾重量・射程とも大きい大砲では照準における俯仰角の調節が決定的意義を持つ。砲塔に架装する場合、内部の砲尾側可動クリアランスの関係で攻撃面（俯仰角範囲）と防御面（砲塔の背の高さ）とも影響が大きいため、砲塔の性能表記には俯仰角が併記されるのが普通である。